# Argari
Argari è una suddivisione dell'India, classificata come census town, di 9.525 abitanti, situata nel distretto di Howrah, nello stato federato del Bengala Occidentale. In base al numero di abitanti la città rientra nella classe V (da 5.000 a 9.999 persone).

## Geografia fisica
La città è situata a 22° 35' 15 N e 88° 13' 34 E.

## Società

### Evoluzione demografica
Al censimento del 2001 la popolazione di Argari assommava a 9.525 persone, delle quali 4.942 maschi e 4.583 femmine. I bambini di età inferiore o uguale ai sei anni assommavano a 1.277, dei quali 668 maschi e 609 femmine. Infine, coloro che erano in grado di saper almeno leggere e scrivere erano 6.331, dei quali 3.429 maschi e 2.902 femmine.